# 로런스 길리어드 주니어
로런스 길리어드 주니어(Lawrence Gilliard, Jr., 1971년 9월 22일 ~ )는 미국의 배우이다.